# 奥尔吕斯·马贝莱
奥尔吕斯·马贝莱（Aurlus Mabélé，1953年10月26日—2020年3月19日），剛果共和國歌手、作曲家。他常被稱為「蘇庫斯之王」（King of Soukous）。
奥尔吕斯·马贝莱出生在布拉柴维尔，其本名是Aurélien Miatsonama。1974年，他與Jean Baron、Pedro Wapechkado、Mav Cacharel一同創立了樂團「Les Ndimbola Lokole」。
2020年5月19日，他在法國巴黎因感染2019冠狀病毒病去世。